# Natuurpark Carrascar de la Font Roja

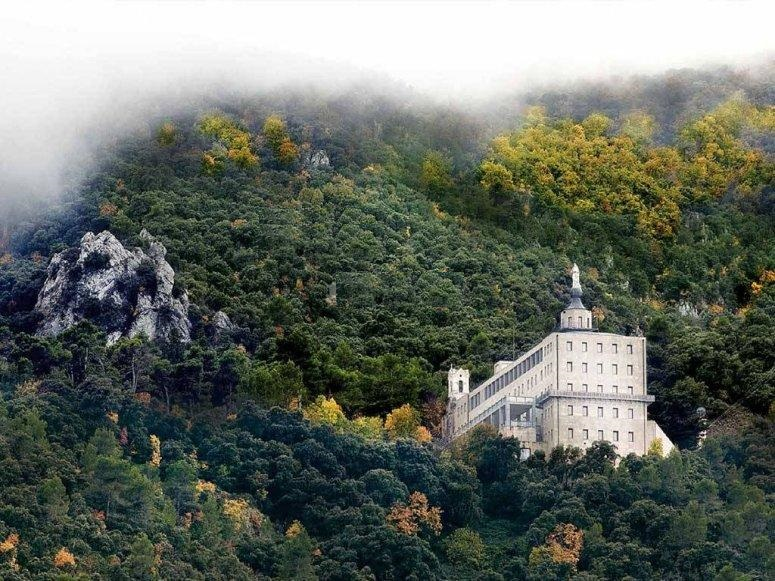

Het Natuurpark Carrascar de la Font Roja (Valenciaans: Parc Natural de la Zona Volcànica de la Garrotxa/Spaans: Parque natural del Carrascal de la Fuente Roja) is een natuurpark in de regio Valencia in Spanje. Het natuurpark werd opgericht in 1987 en is 2298 hectare groot. Het natuurpark omvat bergen (tot 1356 meter) en loofbossen (onder andere Portugese eik, esdoorn). in het park komt sperwer, havikarend, havik, slechtvalk, vale gier voor.